# Lexx: The Dark Zone
Lexx: The Dark Zone is een Brits/Canadees/Duits/Amerikaanse sciencefiction-televisieserie over het levende ruimteschip LEXX, bedacht door Paul Donovan. De serie werd uitgezonden door Sci Fi Channel van 18 april 1997 tot 26 april 2002.

## Hoofdrolspelers
- Brian Downey als Stanley H. Tweedle
- Eva Habermann als Zev Bellringer
- Michael McManus als Kai, laatste der Brunnen-G
- Lex Gigeroff als His Divine Shadow
- Jeffrey Hirschfield als robothoofd 790
- Tom Gallant als LEXX
- Ellen Dubin als Giggerota
- Patricia Zentilli als Bunny
- Xenia Seeberg als Xev Bellringer
- Nigel Bennett als Isambard Prince
- Louise Wischermann als Lyekka
- Barry Bostwick als Thodin
- Doreen Jacobi als Wist
- Rutger Hauer als Bog
- Tim Curry als Poetman